# El Castillo, Nicaragua
El Castillo är en kommun (municipio) i Nicaragua med 30 150 invånare. Den ligger i den södra delen av landet i departementet Río San Juan, längs och norr om floden Río San Juan. Kommunen har sitt namn efter det historiska fortet El Castillo som skyddade den strategiskt viktiga San Juan floden som var landets färdled till och från det Karibiska havet.

## Geografi
EL Castillo gränsar till kommunerna San Carlos i väster, Bluefields i norr, San Juan del Norte i öster och till grannlandet Costa Rica i söder. Kommunens centralort Boca de Sábalos, med 818 invånare, ligger där Río Sábalos rinner ut i Río San Juan. Övriga betydande orter i kommunen är El Castillo med 1 303 invånare (2005), som ligger vid det historiska fortet med samma namn längre ner längs floden San Juan, samt Buena Vista med  1 452 invånare (2005), som ligger uppströms vid Río Sábalos, 16 km norr om centralorten.

## Historia

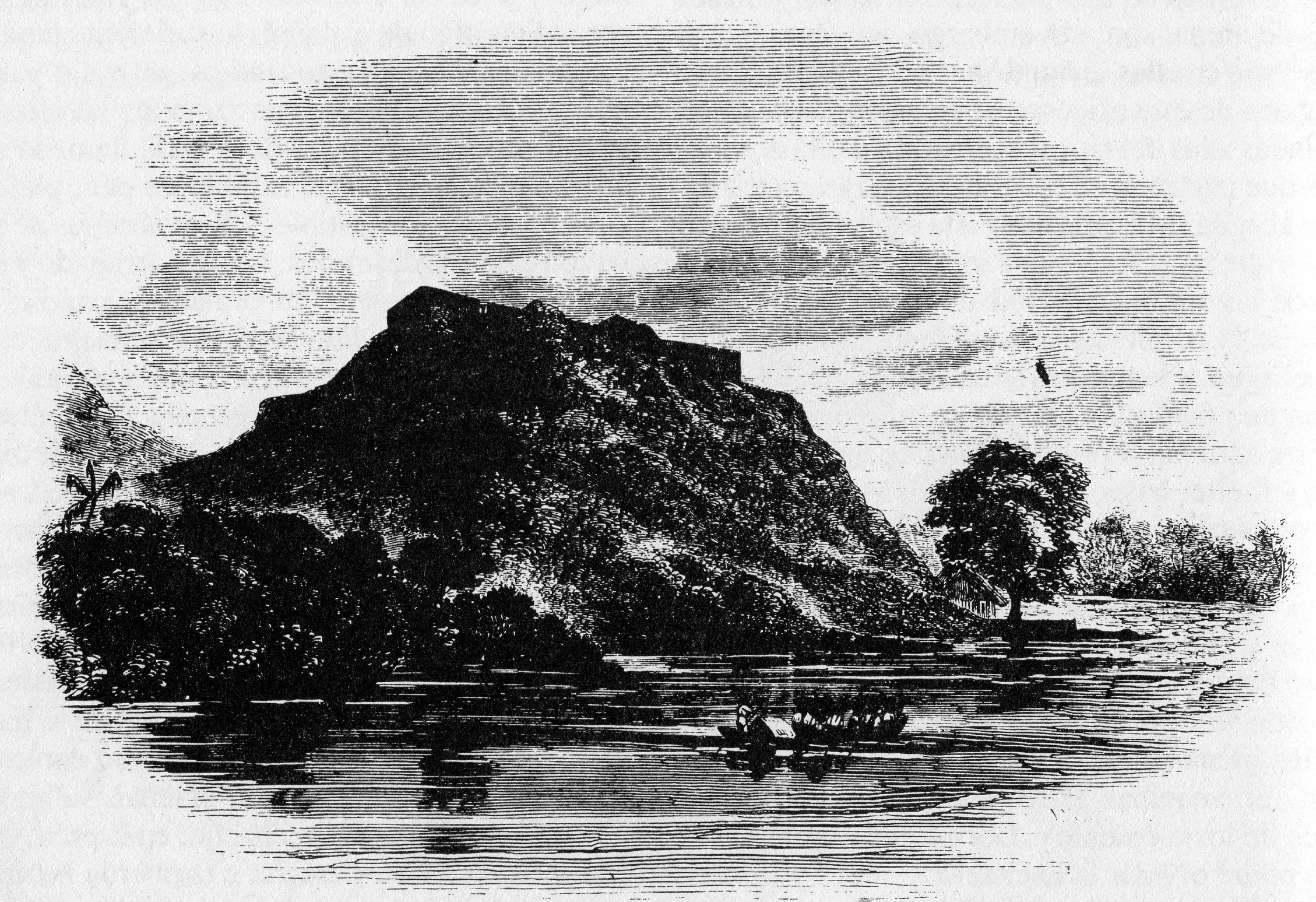
El Castillo 1849

För att förhindra engelska pirater från att segla upp för floden Río San Juan och plundra staden Granada, byggde spanjorerna 1673 fortet El Castillo på en strategisk höjd ovanför en av flodens forsar. När det byggdes var det det största fortet i Centralamerika och det näst största spanska fortet i Amerika.
Under det Europeiska sjuårskriget, den 26 juni 1762, anföll den engelska militären fortet med 2 000 man och över 50 båtar i ett försök att nå och erövra staden Granada. Oturligt nog för försvararna hade den spanske befälhavaren, Don José de Herrera y Sotomayor, oväntat avlidit endast elva dagar tidigare, den 15 juni. Befälhavarens 19-åriga dotter, Rafaela Herrera tog då ledningen över de 100 försvararna. Under det 6 dagar långa slaget lyckades de hålla fortet och förhindra fienden att komma längre upp längs floden och nå Granada.
Kommunen El Castillo grundades 1971 med orten El Castillo som centralort. Någon gång före 1989 blev istället Boca de Sábalos kommunens centralort. År 1997 upphöjdes kommunen från pueblo till rangen av ciudad (stad).

## Transporter
Kommunen har ett mycket begränsat vägnät. Centralorten Boca de Sábalos har endast vägförbindelse med övriga Nicaragua under torrtiden, och till den historiska turistorten El Castillo finns det inga vägar alls. På floden Río San Juan finns det dock daglig reguljär båttrafik från departementshuvudstated San Carlos till Boca de Sábalos och därifrån vidare till El Castillo.

## Kända personer
- Rafaela Herrera (1742-1805), militär, nationalhjälte

## Bilder
|  |  |
|  |  |
|  |  |
|  |  |